# تپه کیلانور سفلی
تپه کیلانور سفلی مربوط به دوره نوسنگی - عصر مس است و در شهرستان جوانرود، بخش روانسر، روستای کیلانور سفلی واقع شده و این اثر در تاریخ ۲۳ شهریور ۱۳۸۲ با شمارهٔ ثبت ۱۰۱۵۵ به‌عنوان یکی از آثار ملی ایران به ثبت رسیده است.